# 司法統計
司法統計（しほうとうけい）とは、裁判所が取り扱う事件の統計である。
日本においては、最高裁判所事務総局が集計結果を司法統計年報（～ねんぽう）及び司法統計月報（～げっぽう）として取りまとめ、刊行している。また、日本の司法統計は、裁判所のホームページにも掲載されている。
イングランド及びウェールズの司法統計は、Judiciary of England and Wales website（イングランド及びウェールズ司法部ウェブサイト）にも掲載されている。
中華民国の司法統計は、司法統計（中華民国司法院ウェブサイト）にも掲載されている。